# Гвоздь
Гвоздь — крепёжное изделие, метиз в виде стержня с металлической головкой и острым концом. По форме стержень может быть цилиндрическим, параллелепипедным, конусовидным или пирамидальным. Гвоздь используется для крепления деталей из различных материалов (в основном древесных) между собой. Путём забивания молотком осуществляется внедрение гвоздя в тела соединяемых деталей, в которых гвоздь удерживается силой трения.
В ряде отраслей гвозди носят специальные названия, например, костыль на железной дороге.

## История
Первые гвозди изготавливались из природных материалов, таких, как рыбьи кости и шипы растений, или вытёсывались из твёрдых пород дерева.
Появление первых металлических гвоздей датируется бронзовым веком, когда их отливали или выковывали. Впоследствии материалом для производства гвоздей стала служить проволока — железная или медная. Так, Библия сообщает о закупке железа для гвоздей царём Давидом. Бронзовые гвозди находили при раскопках строений Древнего Египта и других древних культур. Исторические источники сообщают об использовании гвоздей в Римской империи для прибивания преступников к деревянным крестам. В России упоминания о мастерах-гвоздарях известны с XIII века.
Современные гвозди изготавливаются преимущественно из стали. В отдельных случаях они делаются из латуни, меди, бронзы, цинка, пластика и других материалов.

## Технология производства
К концу XIX века кованые гвозди составляли предмет обширной кустарной промышленности. Производство, как правило, заключалось в следующем: рабочий брал железный прут, накаливал в горне, ударами молота оттягивал его на наковальне, заостряя на конце и оставляя утолщение на месте будущей головки. Затем прут у головки отсекался и вставлялся в брусок с отверстием (гвоздильню), после чего головка гвоздя расплющивалась молотком. 
Мастера-гвоздари достигали значительной скорости в изготовлении гвоздей, успевая выковать два гвоздя за то время, пока остывает прут, а некий Джеймс Лейстон в Бирмингеме за две недели выковал 17 тысяч гвоздей.
В других случаях гвозди нарезались из железной полосы (костыльки). Технология предусматривала разрезание такой полосы сначала на поперечные полосы шириной в предполагаемую длину костылька, а затем вдоль на отдельные куски (по диагонали, чтобы один конец был заострённым), для получения продольных волокон в самих костыльках. Затем в гвоздильне загибалась тупая сторона, образуя шляпку. Костыльки, с их узкими головками, применяются в столярном деле.

Те же операции впоследствии стали производиться и машинами. Гвозди отковывались из накалённого железа и из холодного. Литые гвозди делались из чугуна и отжигались.
В современном гвоздильном производстве обычно применяются ротационные прессы; большинство этапов процесса изготовления, вплоть до снятия заусениц и противокоррозионного покрытия, автоматизировано. В 1980-е годы длина гвоздей фабричного производства варьировалась от 6 до 250 миллиметров, а толщина от 0,8 до 8 миллиметров.

### Гвозди для гвоздезабивного пистолета (нейлера)
С появлением гвоздезабивных пистолетов (нейлеров) появился и новый формат гвоздей — в кассете. Несколько десятков строительных гвоздей собирались вместе на бумажной или пластиковой ленте при помощи станка. Для удобства работы такие кассеты сделаны под наклоном в 21 или 34°. Это привело к тому, что в некоторых кассетах гвозди имеют срезанную (D-образную) шляпку.
Гвозди с небольшим сечением для отделочных работ склеиваются в кассеты на специальных станках при помощи клея или скотча. При таком производстве проволока для гвоздей сперва собирается в кассету, а затем рубится на пластины нужной длины.

## Основные виды гвоздей
| Наименование                                                                                  | Нормативный документ   | Рисунок      | Область применения и особенности |
| --------------------------------------------------------------------------------------------- | ---------------------- | ------------ | --- |
| Гвоздь строительный круглый с плоской головкой                                                | ГОСТ 4028—63. Тип «П»  |              | |
| Гвозди строительные с конической головкой                                                     | ГОСТ 4028—63           | ГОСТ 4028—63 | ГОСТ 4028—63 |
| Гвоздь строительный круглый с конической головкой                                             | ГОСТ 4028—63. Тип «К»  |              | |
| Гвоздь строительный трефовый с конической головкой                                            | ГОСТ 4028—63. Тип «Т»  |              | |
| Гвоздь строительный трефовый с конической головкой с перемычками                              | ГОСТ 4028—63. Тип «ТП» |              | |
| Винтовой гвоздь                                                                               |                        |              | |
| Ершёный гвоздь (гребёнчатый, рифленый, с насечкой)                                            |                        |              | |
| Гвоздь проволочный оцинкованный для асбоцементной кровли (шиферный гвоздь, кровельный гвоздь) | ГОСТ 9870—61           |              | |
| Гвоздь шиферный с завальцованной шляпкой                                                      | ТУ 208—81              |              | |
| Дюкерт-гвоздь                                                                                 |                        |              | Для фиксации отделочных элементов, с минимальной заметностью крепежа, например: при отделке вагонкой, установке оконных и дверных наличников, раскладок, плинтусов и т. п. Имеет головку малого диаметра с углублением для добивания и последующим заполнением углубления шпатлёвкой под окраску.                                                                                            |
| Гвоздь отделочный круглый (гвоздь финишный)                                                   | ГОСТ 4032—63           |              | |
| Гвоздь по бетону и металлу (дюбель, дюбель-гвоздь)                                            |                        |              | Прочный, закаленный (прошедший термическую обработку) гвоздь из высокоуглеродистой стали; используется со специальной шайбой, которая позволяет центрировать гвоздь. Предназначен для работ по металлу, кирпичу и бетону. Забивается специальным монтажным пистолетом. |
| Гвоздь квадратный с конической головкой                                                       |                        |              | |
| Гвоздь квадратный с Г-образной головкой                                                       |                        |              | |
| Гвоздь толевый круглый (гвоздь с большой головкой)                                            | ГОСТ 4029—63           |              | |
| Гвоздь-дуплет                                                                                 |                        |              | Имеет дополнительный «воротничок», предназначенный для предотвращения забивания гвоздя заподлицо и облегчения его последующего извлечения. Используется для сборки (фиксации) временных конструкций. |
| Гвоздь с полой головкой                                                                       |                        |              | |
| Гвоздь с полукруглой головкой                                                                 |                        |              | |
| Гвоздь формовочный (гвоздь без острия)                                                        | ГОСТ 4035—63           |              | |
| Гвоздь со скошенным остриём                                                                   |                        |              | |
| Гвоздь с D-образной головкой                                                                  |                        |              | |
| Гвоздь овальный                                                                               |                        |              | Позволяет забивать гвозди без расщепления материала. Анизотропные материалы, такие как массивная древесина (в отличие от древесных композитных и плитных материалов), можно легко расщепить. Использование овального гвоздя, забиваемого перпендикулярно направлению волокон, позволяет разрезать волокна, что делает возможным забивание гвоздя даже близко к торцам досок без расщепления. |
| Гвоздь для теплоизоляции                                                                      |                        |              | |
| Гвоздь специальный                                                                            |                        |              | |
| Гвоздь мебельный декоративный                                                                 |                        |              | Используется для декоративной обивки мягкой мебели, в оформлении интерьеров и т. п. декоративных целях. |

## Типы гвоздей в зависимости от предназначения
- Декоративные
- Строительные
- Кровельные (толевые)
- Отделочные
- Обойные
- Тарные
- Формовочные
- Сапожные
- Ухналь — подковный
- Нагель — деревянный гвоздь
- Дюбель-гвоздь